# Кутана (Алданський улус)
Кутана (рос. Кутана) — село Алданського улусу, Республіки Саха Росії. Входить до складу Наслегу Анами.
Населення — 552 особи (2015 рік).
Село засноване 1983 року.